# استان‌های ایرلند

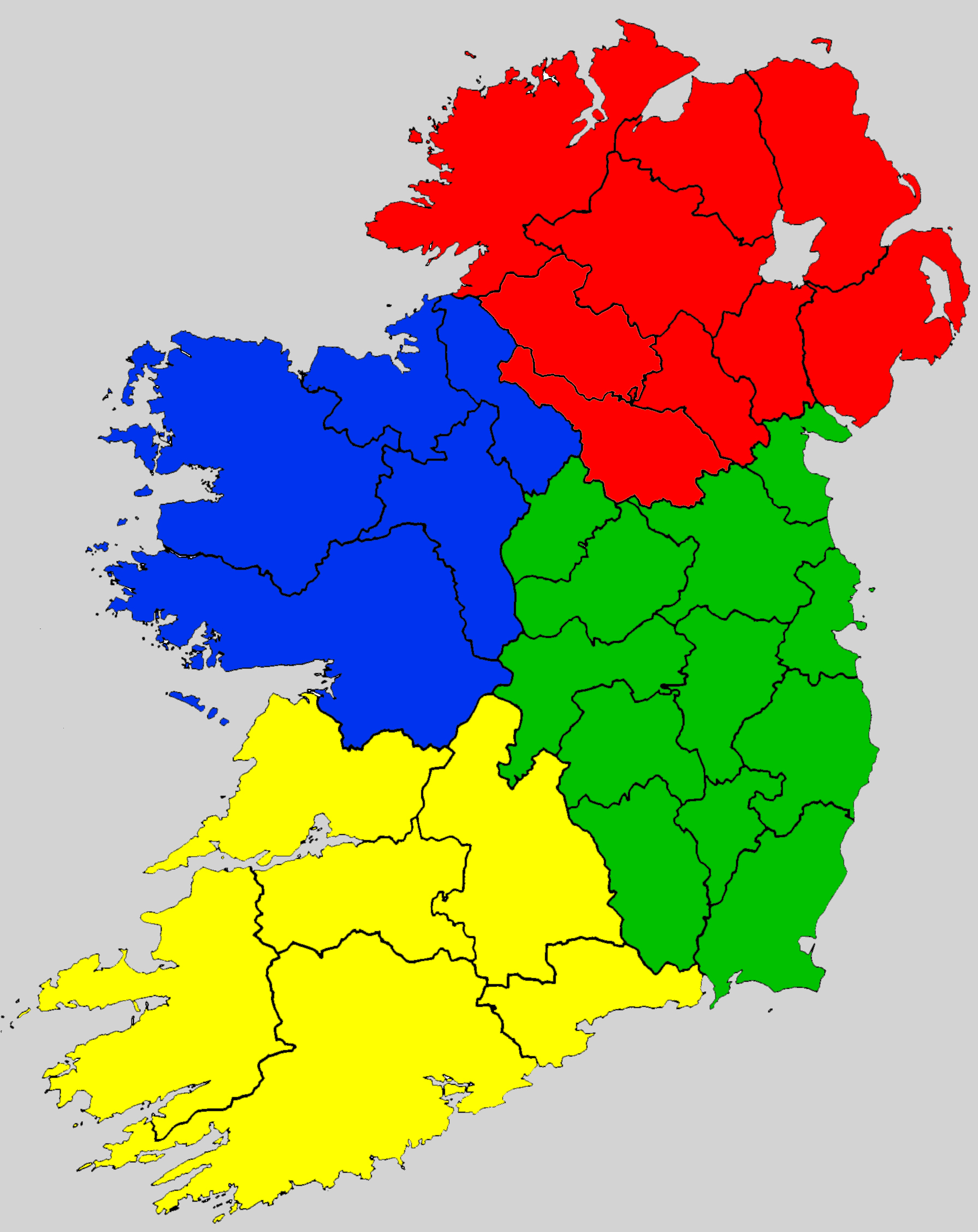
استان‌های ایرلند:
لینستر
مونستر
کناخت
اولستر

سرزمین ایرلند از ۴ استان و ۳۴ شهرستان تشکیل شده‌است که از قرون وسطی به این شکل تقسیم‌بندی شده‌اند. این تقسیم‌بندی امروزه حالت رسمی نداشته و تنها یک مسئله فرهنگی و تاریخی است. استان‌های چهارگانه عبارتند از: اولستر، کناخت، لینستر و مونستر.
| پرچم | استان  | مرکز         | مساحت km2 | جمعیت (۲۰۱۱) | تراکم جمعیت |
| ---- | ------ | ------------ | --------- | ------------ | ----------- |
|      | مونستر | شهرستان کورک | ۲۴،۶۷۵    | ۱،۲۴۶،۰۸۸    |             |
|      | اولستر | بلفاست       | ۲۱،۸۸۲    | ۲،۱۰۶،۲۹۶    |             |
|      | کناخت  | گالوی        | ۱۷،۷۸۸    | ۵۴۲،۵۴۷      |             |
|      | لینستر | دوبلین       | ۱۹،۸۰۰    | ۲،۵۰۴،۸۱۴    |             |